# Sterling Hinds
Sterling Dale Hinds (ur. 31 października 1961 w Toronto) – kanadyjski lekkoatleta specjalizujący się w krótkich biegach sprinterskich, uczestnik letnich igrzysk olimpijskich w Los Angeles (1984), brązowy medalista olimpijski w biegu sztafetowym 4 × 100 metrów.
Po zakończeniu kariery lekkoatletycznej, w latach 1984–1985, uczestniczył w rozgrywkach Canadian Football League (zawodowej ligi futbolu kanadyjskiego) w barwach klubu "Toronto Argonauts".

## Sukcesy sportowe
| Rok  | Miasto      | Zawody               | Konkurencja        | Wynik         |
| ---- | ----------- | -------------------- | ------------------ | ------------- |
| 1983 | Edmonton    | Uniwersjada          | sztafeta 4 × 100 m | srebrny medal |
| 1984 | Los Angeles | Igrzyska olimpijskie | sztafeta 4 × 100 m | brązowy medal |

## Rekordy życiowe
- bieg na 100 metrów – 10,27 – Modesto 15/05/1982
- bieg na 200 metrów – 20,61 – El Paso 20/07/1982